# Flak-Ersatz-Division
Die Flak-Ersatz-Division war ein Sonder-Großverband der deutschen Luftwaffe im Zweiten Weltkrieg, die die taktische Einsatzführung der Flak-Ersatz-Regimenter 1 bis 6 innehatte. Am 15. April 1944 als vorgesetzte Kommandobehörde unter Generalmajor Hans-Jürgen von Witzendorff in Breslau aufgestellt, unterstand dem Führungsstab die operative Einsatzführung des
- Flak-Ersatz-Regiments 1: Bad Saarow, später Stettin und Wolfenbüttel
- Flak-Ersatz-Regiments 2: Zirndorf, später Koblenz und Gotha
- Flak-Ersatz-Regiments 3: Rosenheim
- Flak-Ersatz-Regiments 4: Gotha, später Wolfenbüttel und Iserlohn
- Flak-Ersatz-Regiments 5: Hamburg, später Wismar
- Flak-Ersatz-Regiments 6: Wien

Im Herbst 1944 wurde das Stabsquartier der Division zunächst nach Weimar verlegt und war ab Frühjahr 1945 zunächst in Zirndorf, später München-Freimann stationiert. Als das Deutsche Reich im April 1945 aufgrund des alliierten Vormarsches in einen Nord- und Südkessel gespalten wurde, erfolgte die Umbenennung der Division in die Flak- Schul- und Ersatz-Division Süd.